# 蒙桑托 (加利福尼亞州)
蒙桑托（英語：Monsanto）是位於美國加利福尼亞州康特拉科斯塔縣的一個非建制地區。該地的面積和人口皆未知。

## 地理
蒙桑托的座標為38°01′34″N 122°03′20″W / 38.02611°N 122.05556°W，而該地的平均海拔高度為4米（即13英尺）。